# Артоболевский, Иван Иванович
Ива́н Ива́нович Артоболе́вский (26 сентября (9 октября) 1905, Москва — 21 сентября 1977, Москва) — советский учёный-механик, специализировался в области теории механизмов и машин; доктор технических наук (1936, без защиты диссертации), академик АН СССР (1946). Педагог высшей школы, профессор (1932). Организатор науки. Просветитель. Герой Социалистического Труда (1969).
Один из крупнейших специалистов по теории машин и механизмов. Основной особенностью научного творчества был инженерный подход к решению теоретических задач механики. Создатель научной школы в области прикладной механики. Сыграл большую роль в организации международного сотрудничества научных и инженерных кадров, в популяризации научных знаний.

## Биография
Родился в семье потомственного священнослужителя. Отец преподавал Закон Божий в Московском Императорском коммерческом училище. Дед (†1909) и прадед были тоже из духовного звания, уроженцами села Проказна Пензенской губернии, но прадед стал священником, перестав быть крепостным, он же обрёл фамилию Артоболевский (в переводе с греческого — Булочников), хотя был сыном Семёна и при присвоении фамилии должен был стать Семёновым.
Иван имел старшего брата Сергея и двух сестёр. В 1938 году глава семьи, Иван Алексеевич Артоболевский, был расстрелян.
В 1921 году окончил Единую трудовую школу, а в 1924 — Московскую сельскохозяйственную академию имени К. А. Тимирязева, в том же году начал преподавать. В 1927 году экстерном окончил математическое отделение физико-математического факультета МГУ. В 1929—1932 годах возглавлял кафедру теоретической механики Московского химико-технологического института им. Д. И. Менделеева. Был самым молодым профессором за всю историю института.
В 1932—1949 годах — профессор МГУ, первоначально преподавал на кафедре теоретической механики, а в 1941 году организовал на механико-математическом факультете Университета (совместно с Б. В. Булгаковым) кафедру прикладной механики, обеспечившую активизацию работ в областях теории механизмов и машин, теории гироскопов, теории колебаний, теории управления. В 1941—1944 годах Артоболевский исполнял обязанности заведующего этой кафедрой. Читал обязательный для студентов-механиков мехмата годовой курс прикладной механики. С 1941 года — профессор Московского авиационного института. C 1937 года сотрудничал также в Институте машиноведения АН СССР (официально открытый в 1938 году, Институт начал фактическую работу в 1937 году, когда были приглашены первые научные сотрудники); старший научный сотрудник, заведующий отделом теории механизмов и машин, с 1966 года — начальник отдела кинематики и динамики машин, 1938—1941 — заместитель директора по науке. В 1939 году избран член-корреспондентом АН СССР.
С началом Великой Отечественной войны Институт машиноведения был эвакуирован в Казань, но член-корреспондент Артоболевский вступил в ряды Красной армии. Он провоевал всего три недели, после чего, согласно распоряжению руководства страны был, в числе многих других учёных, уволен из армии и больше не участвовал в военных действиях. В годы войны был председателем Всесоюзного научного общества инженеров-машиностроителей (ВНИТОМАШ). С 1947 года — заместитель председателя, с 1966 года до конца жизни — председатель Всесоюзного общества «Знание».
В 1946 году избран действительным членом АН СССР.
Вошёл в Первоначальный состав Национального комитета СССР по теоретической и прикладной механике (1956).
Депутат Совета Союза Верховного Совета СССР 7—9-го созывов (1966—1979) от Тульчинского избирательного округа № 430 Винницкой области. Член Президиума Верховного Совета СССР 9 созыва (1974—1979).
В 1969 году был инициатором создания и первым президентом Международной федерации по теории машин и механизмов (ИФТОММ), объединившей 45 стран-участниц, несколько раз избирался её президентом.
Скоропостижно скончался от сердечного приступа в больнице.

## Научная деятельность
Артоболевский начинал как научный специалист в области сельскохозяйственного машиностроения — отрасли науки, незадолго до этого созданной трудами его научных руководителей, Н. И. Мерцалова и В. П. Горячкина. Под их руководством Артоболевский решил ряд сложных проблем, относящихся к пространственным и плоским механизмам сельскохозяйственных машин.
В дальнейшем стал крупнейшим специалистом по теории машин и механизмов, теоретическим и экспериментальным методам изучения динамики рабочих машин.
Разработал научно обоснованную единую систему классификации механизмов — научную базу теории машин и механизмов для разработки общих методов расчёта механизмов (методы кинематического и кинетостатического анализа сложных многозвенных плоских и пространственных конструкций — роботов, манипуляторов, шагающих машин). Один из основоположников акустической динамики машин, теории машин-автоматов, машинной диагностики в медицине.
Сформировал группу специалистов-механиков в областях, развития которых настоятельно требовали приборостроение и производство систем автоматического регулирования.
Артоболевскому принадлежит развитие общей теории структуры механизмов, разработка классификации пространственных механизмов. Он дал методы их кинетического и кинетостатического анализа, создал теорию структуры, кинематику и методы кинетостатического анализа сложных многозвенных механизмов (1930—1939), разработал общие методы синтеза механизмов, автор теории о рабочих машинах, машин автоматического действия, роботов и манипуляторов, инициатор разработки и один из авторов экспериментального метода исследования механизмов, автор разработки (1942—1955) общих методов синтеза механизмов с высшими парами и общей теории синтеза механизмов, воспроизводящих различные математические зависимости, представил новый метод расчета маховика. С 1961 года развивал (в соавторстве с А. П. Бессоновым) механику машин переменной массы, в 1961—1966 годах развил теорию механизмов для медицинской диагностики. Им был решён ряд задач динамики машин на предельных режимах движения (1969—1977). Артоболевский считается основоположником акустической динамики машин (1965). 
Он — инициатор и руководитель создания новых научных направлений в теории механизмов, связанных с кибернетикой, биомеханикой, физиологией, воздействием вибраций в машинах.

## Избранная библиография
- Артоболевский И. И. Теория пространственных механизмов. — М.: ОНТИ, 1937. — Т. Часть 1. — 225 с.
- Артоболевский И. И. Структура, кинематика и кинетостатика многозвенных плоских механизмов. — 1939. — 232 с.
- Артоболевский И. И. (соавт.). Структура и классификация механизмов. — Москва ; Ленинград: Изд-во Акад. наук СССР, 1939. — 66 с.,
- Артоболевский И. И. Синтез плоских механизмов. — Москва: Физматгиз, 1959. — 1084 с.
- Артоболевский И. И. (соавт.). Синтез механизмов. — Москва ; Ленинград: Гостехиздат, 1944. — 387 с.
- Артоболевский И. И. Успехи советской теории механизмов и машин. — Москва: Правда, 1948. — 20 с.
- Артоболевский И. И. (соавт.). Развитие приближённых методов синтеза механизмов по Чебышёву // Чебышев, Пафнутий Львович. Теория механизмов, известных под названием параллелограммов. — Москва ; Ленинград: Изд-во Акад. наук СССР, 1949.

### Учебники и учебные пособия
- Артоболевский И. И. Теория механизмов и машин. — 2-е издание. — Москва ; Ленинград: Гос. изд-во техн.-теорет. лит, 1952. — 704 с.
- Артоболевский И. И. Курс теории механизмов и машин. — Москва ; Ленинград: Гостехиздат, 1945. — 450 с.
- Артоболевский И. И. (соавт.). Сборник задач по теории механизмов и машин. — Москва: Наука, 1973. — 256 с.
- Артоболевский И. И. Механизмы. Пособие для инженеров, конструкторов и изобретателей. — Москва ; Ленинград: Изд-во и 2-я тип. Изд-ва Акад. наук СССР, 1947—1951. — Т. 1—4.

### Редактор
- Артоболевский И. И. Механизмы в современной технике [в 7 т.]. — 2-е изд., перераб. — М.: Наука, 1979—1981. — 3248 с. — 44 300 экз.
- Политехнический словарь / гл. ред. И. И. Артоболевский. — М.: Советская энциклопедия, 1977. — 608 с. — 100 000 экз.
- В 1927—1934 годах принимал участие в составлении «Технической энциклопедии» под редакцией Л. К. Мартенса, автор статей по тематике «прикладная механика»[24].

### Мемуары
- Артоболевский И. И. Жизнь и наука. Воспоминания / Составители Е.С. Артоболевская, B.C. Ярунин. Ответственный редактор К.В. Фролов. — М.: Наука, 2005. — Т. 32. — 312 с. — (Научное наследство). — ISBN 5-02-033830-3.

## Награды и премии
- Герой Социалистического Труда (13.03.1969)
- пять орденов Ленина (27.03.1954; 08.10.1965; 08.08.1967; 13.03.1969; 08.10.1975)
- два ордена Трудового Красного Знамени (10.06.1945; 16.09.1945)
- медаль «За оборону Москвы» (1944)
- медаль «За доблестный труд в Великой Отечественной войне 1941-1945 гг.» (1946)
- медаль «В память 800-летия Москвы» (1948)
- Юбилейная медаль «За доблестный труд (За воинскую доблесть). В ознаменование 100-летия со дня рождения Владимира Ильича Ленина» (1970)
- Юбилейная медаль «Тридцать лет Победы в Великой Отечественной войне 1941—1945 гг.» (1975)
- Заслуженный деятель науки и техники РСФСР (1945)
- премия имени П. Л. Чебышёва (1946)

### Иностранные
- Всемирным Советом Мира присуждена серебряная медаль имени Жолио-Кюри (1959).
- Чехословацкой Академией Наук присуждена серебряная медаль «За заслуги в развитии науки и общества» (1966).
- Институтом инженеров-механиков (Англия) присуждена международная золотая медаль имени Дж. Уатта (1967).

## Память

И. Артоболевский. Мемориальная доска в Имаш

Могила И. И. Артоболевского на Новодевичьем кладбище в Москве

- Мемориальная доска в Москве (скульптор Ю. Г. Орехов, установлена 19 февраля 1980)[25].
- Имя академика Артоболевского носило рефрижераторное судно Латвийского Морского Пароходства[26].